# Bischopinck

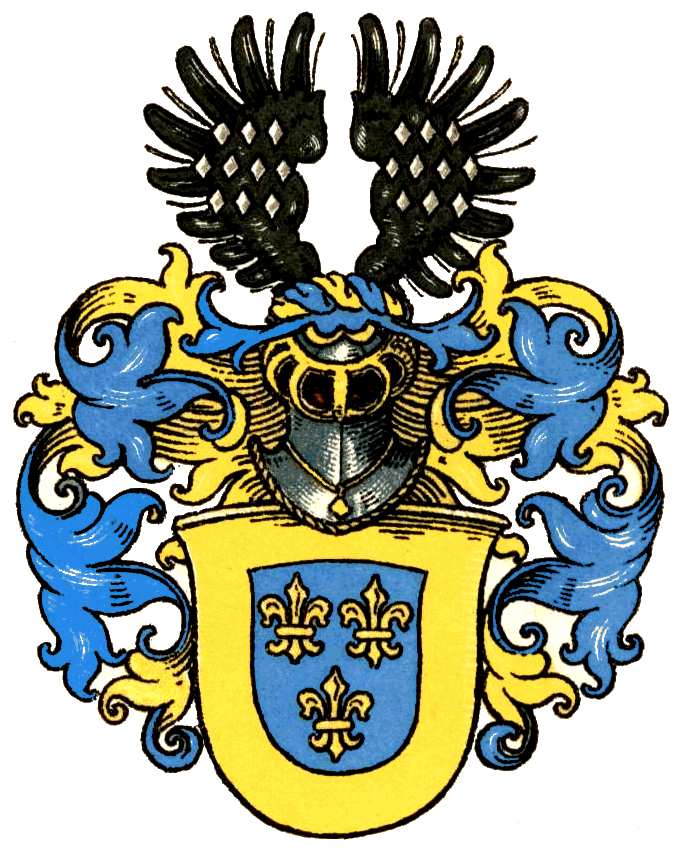
Wappen der Bischopinck seit 1406

Bischopink (Bischopinck, Bisschopinck, Bischoping) ist der Name eines westfälischen Ur-Adelsgeschlechtes (Ministeriale) aus Münster. Die Bischopincks, die bereits 1092 urkundlich erwähnt wurden, gehörten als Nachfahren der vom Bischof eingesetzten Verwalter der bischöflichen Kurie zu den Erbmännern der Stadt Münster und hatten eine große politische Bedeutung; ihre Mitglieder bekleideten zahlreiche hohe Ämter (Bürgermeister, Stadtrichter, Weinherr, Weihbischof etc.). Später wurden Bischopincks Lehnsnehmer im Münsterland (ab dem 14. Jahrhundert) und Sauerland (ab dem 17. Jahrhundert).

## Name
Der Name ist zurückzuführen auf den bischöflichen Hof zu Münster („Bispinghof“). Der Bispinghof, ursprünglich Bischopinkshof, ist einer der vier Höfe, auf deren Gebiet später die Stadt Münster entstand. Der Bispinghof diente der Versorgung der Domburg, war aber auch Sitz mehrerer Burgmannen. Ihm stand ein vom Bischof eingesetzter Verwalter vor, der sog. villicus. Dieser war Ministeriale, d. h. Dienstmann der Fürstbischöfe zu Münster. Die Endung -ing und ähnliche Schreibweisen drückt eine Zugehörigkeit, eine Abhängigkeit aus. Der Name Bischopinck bedeutet daher „Mann des Bischofs“. Der Villicus war auch der Anführer der Burgmannschaft und übte die Gerichtsbarkeit auf dem Bispinghof aus. Das Amt war erblich. Um 1245 wurde das Amt des villicus abgeschafft. An der Stelle des Bispinghofes befindet sich heute das Strafrechtliche Seminar der Universität.

## Geschichte

### Die Erbmänner Bischopinck in Münster
Bereits im Jahre 1092 wird das älteste Mitglied der Familie, Godescalus de Biscopinghove, erwähnt. Zwischen 1190 und 1234 wurde ein Godefridus de curia episcopi vilicus sculterus erwähnt, was mit „Gottfried, Verwalter und Schultheiß des bischöflichen Hofes“ übersetzt werden kann. 1213 nannte sich dieser auch Godescalcus de Biscopinchof.
Godeco Biscop folgte 1259.
Godefridus bzw. Gottfried Biscop (II.) wurde von 1267 bis 1282 erwähnt.
Egbert Biscop, dessen Sohn, war mit einer Frau von Bockholte verheiratet.
Johann und Everhardt Biscop wurden 1301 als deren Söhne erwähnt.
Bertold Biscopine († 1347) wurde 1307 als Zeuge erwähnt. Er erscheint am 24. November 1310 urkundlich als Bürgermeister der Stadt Münster. Seine Frau hieß Elisabeth.
Bertholdus Biscopinck (II.), deren Sohn, wurde 1379–1388 erwähnt und war Ratsherr in Münster.
Borghard von Bischopink, Ehemann der Jutta von Hamm, war 1352 Herr auf Haus Kaldenhof östlich von Münster. Im Jahre 1392 wird die Familie mit Haus Vögeding westlich von Münster belehnt. Zuvor sollen die Bischopink bereits Haus Dyckburg besessen haben.
Evert Bischopinck, Bertholds Sohn, wurde 1379–1403 als Schöffe erwähnt. Er heiratete Elisabeth von Bock. Die von Bock waren ebenfalls Erbmänner ministerialen Ursprungs. Die Erbmänner heirateten im Mittelalter ausschließlich Mitglieder anderer münsteraner Erbmännerfamilien oder Angehörige des nichterbmännischen Landadels.
Arndt (Arnold) Bischopinck war 1408–1416 fürstbischöflicher Stadtrichter beiderseits der Aa. Er wohnte auf der Salzstraße. Seine Frau hieß Christine.
Evert Biscopinck (II.), ihr Sohn, wurde 1440–1469 als Ratsherr zu Münster erwähnt. Seine Frau hieß Elisabeth.
Johann Biscopinck (II.), ihr Sohn, studierte 1440 in Erfurt. Mit seiner ersten Frau Gertrud von Clevorn aus erbmännischer Familie hatte er einen Sohn, Johann und eine Tochter, die auf Bitte von Bischof Heinrich von Moers Mitglied des Zisterzienserinnenkonventes St. Aegidii in Münster wurde. 1479 war er Herr auf Haus Geist vor Münster. Durch seine zweite Frau, Regula von Ahlen, wurde er Burgmann zu Ahlen.
Johann Biscopinck (III.), sein Sohn aus erster Ehe, heiratete Aleke von Drolshagen aus dem Haus Lütkenbeck. Er war 1466 Herr zu Haus Dahl. Seine Frau stammte aus einer Familie der hessischen Ritterschaft, die in das Erbmännertum überging.
Johann Biscopinck (IV.) († 1510), ihr Sohn, heiratete Elisbath Richmodis von Warendorf, Erbin zu Getter aus dem Hause Groß-Getter aus erbmännischer Familie. Er wurde 1472 mit Ueding in Handorf belehnt und besaß zudem die Höfe Varwick, Dieckhoff (Westbevern), Allharding, Haus Grolle, Grentrup und ein Haus in Münster. 1483, 1484, 1488 und 1491 war er Richter in Münster. 1495 kaufte er von Otto von Grotehaus das Gut Große-Rumphorst.
Berthold  Bischopinck (III.) († 1534), ihr Sohn, heiratete Anna von Aspelkamp. Seine Frau stammte aus einer Familie der Ravensberger Ritterschaft. Er wurde 1500–1526 als Burgmann zu Telgte und Herr auf Rumphorst, Dieckhoff und Allharding erwähnt. Ein Epitaph mit der Szene „Ecce homo“ in der Kirche St. Mauritz, geschaffen 1534 von Johann Brabender erinnert noch an ihn. 
Berthold Bischopinck (IV.) († 1611) wurde 1559–1598 erwähnt. Er heiratete Elisabeth von Kerckerinck zur Borg und beerbte seinen Vater als Burgmann zu Telgte und Herr auf Rumphorst, Dieckhoff und Alharding. Die Freiherren von Kerckerinck zur Borg sind eine noch blühende Ebmännerfamilie, die nach den Bischopink den Bispinghof besaßen. Gertrud Bischopinck wurde 1592 Mutter von Everwin von Droste zu Möllenbeck. Den Burghof zu Telgte erbte Johann von Bischopinck zu Getter, dessen Tochter und Erbin Maria Henrica Heinrich Droste zu Hülshoff (* um 1640; † 1721) heiratete – mit der ebenfalls noch blühenden Erbmännerfamilie der Freiherren Droste zu Hülshoff waren die Bischopinck im 16./17. Jahrhundert mehrfach verwandt.
Johann Bischopinck (V.) († 1609), ihr Sohn, war Kanoniker an St. Martini in Münster. Er war verheiratet mit Margarethe Smedes (Schmeding). Diese wird in älteren Veröffentlichungen fälschlich als seine Konkubine bezeichnet. Er war jedoch kein zum Zölibat verpflichteter Kleriker, sondern zog nur die Pfründe. Er konnte daher rechtmäßig heiraten, was urkundlich belegt ist.
- Hermann Bischopinck († 1619), deutscher Jurist, Offizial und Generalvikar im Bistum Münster

Johann VI. Bischopinck (VI.) (1585–1659), einer der Söhne, war Licenciat beider Rechte und Kurgenosse des Rates der Stadt Münster. Seine Familie hatte Besitz am alten Fischmarkt, auf der Herren-Straße und am Alten Steinweg in Münster. 1612 heiratete er Elisabeth von Bock aus der erbmännischen Familie und bekam mit ihr fünf Söhne, u. a. Johann (* 1613) und Albrecht Gerhard.
Johann wurde zunächst Generalvikar und Offizial im Hochstift Osnabrück. Er war während der Verhandlungen zum Westfälischen Frieden in Osnabrück die rechte Hand seines Fürstbischofs Graf Franz von Wartenberg. Da dieser sich häufig in seinem zweiten Hochstift Regensburg aufhielt, musste Johann regelmäßig schriftlich über die Verhandlungen berichten. Der Briefwechsel zwischen von Wartenberg und Johann stellt eine bedeutende historische Quelle dar. Johann vertrat auch das Hochstift Osnabrück sowie vier weitere geistliche Territorien bei den Verhandlungen. 1657 wurde Johann Titularbischof von Aureliopolis und Weihbischof von Osnabrück. Ferner war er der erste Metropolitanvikar von Osnabrück. Als solcher nahm er während der Herrschaft eines evangelischen Fürstbischofs die Aufgaben des katholischen Bischofs wahr. Er starb am 19. September 1667 und wurde in der Kirche St. Johann in Osnabrück beigesetzt.
Die Erbmännerfamilie von Bisschopinck nahm auch an dem sog. Erbmännerprozess teil. Das Domkapitel und die Ritterschaft zu Münster wollten die Erbmänner im späten 14. Jahrhundert nicht mehr als Mitglieder aufnehmen, da sie im Mittelalter auch städtische Ämter innehatten und durch Fernhandel im Rahmen der Hanse reich geworden waren. Während der Prozessdauer von fast 160 Jahren wurde der Familie von Bischopink und auch den anderen Erbmännerfamilien durch mehrere Urteile der Römischen Rota, des Reichskammergerichts sowie letztlich durch Kaiser Josef II. ihr stiftsfähiger und ritterbürtiger Uradel bestätigt.

### Amtsverwalter und Rittergutsbesitzer im Sauerland seit 1651
Albrecht Gerhard (Albert) Bischopinck (1620–1680), zweiter Sohn von Johann VI. Bischopinck aus Münster, studierte 1648 in Köln und wurde 1651 Anwalt und Notar des Bernhard von Plettenberg zu Lenhausen. 1662–1680 war er churkölnischer Rentmeister und Amtsverwalter in Bilstein und seit 1675 zusätzlich Gograf des Amtes Fredeburg. Er siegelt mit dem Wappen der münsterschen Erbmänner-Familie: im Schilde drei Lilien, auf dem Helme zwei Flügel. 1676 siegelt er mit einem anderen, jedoch ähnlichen Wappen, gleichfalls mit drei Lilien. Am 20. Oktober 1680 starb er in Bilstein. Er  war in erster Ehe mit Elisabeth von Stockhausen, Tochter des Gografen Friedrich von Stockhausen, und in zweiter Ehe mit Anna Margarete von Dücker in Kirchveischede verheiratet.
Johann Friedrich (von) Biscopinck (1656–1729), sein ältester Sohn aus der Ehe mit Elisabeth von Stockhausen, war 1675 Student in Paderborn und 1676 Student in Marburg. 1681 heiratete er in Eslohe Susanna Catharina von Schledorn, Tochter des Ernst Jobst von Schledorn und Ehefrau Theodora Guida von Neuhoff auf Haus Niedermarpe bei Eslohe und zog in ihr Haus. 1684 verpachteten sie den Hof Fredebeil bei Reiste an die Eheleute Jost Nieder und Anna Willcke. Herr Fredebeil bestätigte dem Schreiber, dass sie den Zehnten an Bischopincks abgeführt haben. 1691 belehnt Graf Sebastian von Hatzfeld zu Wildenburg und Crottorf Johann Friedrich Bischopinck mit dem Rittergut Cobbenrode (castrum Cobbenrathense) und dem zugehörigen Kottengut „unterm Papeloh“. Die Familie Bischopinck nahm nun ihren Wohnsitz in Cobbenrode und nannte sich seitdem von Bischopinck zu Cobbenrode. Auch der Name von Bischopink, Freiherr zu Cobbenrode wurde unbeanstandet gewohnheitsrechtlich geführt. 1700 erbten sie das Schledornsche Gut in Niedermarpe, das dem  Erzbischof von Köln und dem Kapitel Beatae Mariae Virginia ad gradus lehnspflichtig war. Laut Spezifikation bestand es aus „32 Malter Acker über Schulten Ländern, oben an dem Wald und bis an das Schwarzesiepen anreichend, 23 Fuder Wiesen und 27 Malter Berge und Hagen“. 1717 heißt es im Kopfschatzregister, dass der Vater Joan Friedrich Bischopinck seit über 12 Jahren bettlägerig sei, der älteste Sohn in Prag studiere, der zweite in münsterschen Kriegsdiensten stehe, der dritte zu Hause sei und der vierte studiere. Das Register nennt noch drei Töchter. 1729 starb Johann Friedrich und wurde in Eslohe begraben. Seine Frau Susanna Catharina von Schledorn starb 1737.
Johann Adolf von Bischopinck (1685–1770), der älteste Sohn der acht Kinder Johann Friedrichs, wurde 1724 mit dem Schledornschen Lehnsgut zu Niedermarpe belehnt. Er starb 1770 kinderlos.
Ludwig von Bischopinck (1731–1800), Neffe von Johann Adolf, wurde 1763 mit dem Gut Niedermarpe belehnt. 1799 übertrug er Niedermarpe nicht seinem Sohn Mathias, sondern seiner Tochter Maria und deren Ehemann, was jedoch vom Lehensgeber nicht anerkannt wurde.
Mathias von Bischopinck (1771–1850) konnte daher mit Erfolg das Gut Niedermarpe auf gerichtlichem Wege wiedergewinnen. 1841 verkaufte er das inzwischen Allod-Eigentum gewordene Gut an die Pächter.
Die Familie von Bischopink zu Cobbenrode existiert bis heute.

### Sonstige Linien
Es gab weitere Linien der Familie, von denen die von Bischopinck zur Getter noch blühen. Daneben entstand durch die Auswanderung des Thomas von Bischopink zu Nünning im 16. Jahrhundert eine Linie in Litauen und Polen, der bis heute unter dem Namen Bisping (auch Bisping von Gallen bzw. Bisping von Galen) in mehreren europäischen Ländern, in den USA und in Kanada zahlreiche Mitglieder angehören.
Mitglieder der Familie amtierten als Gografen in Borken (Westf.), Attendorn, Stromberg, Oelde und Herzfeld. Die so entstandenen Nebenlinien sind erloschen. 

## Wappen

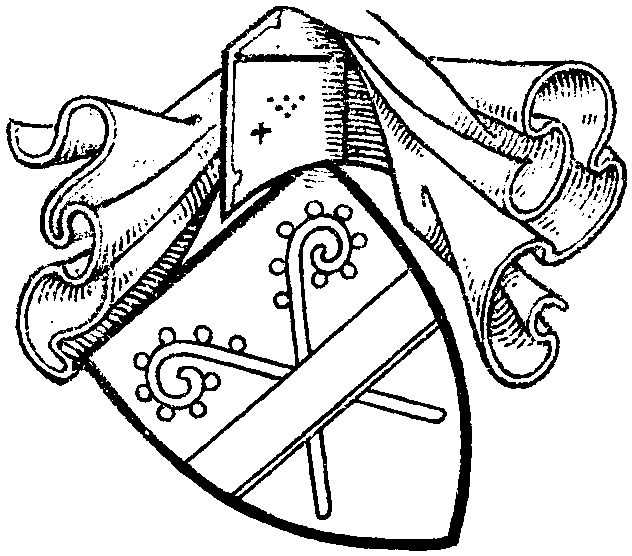
Wappen der Bischopinck bis 1406

- Das ältere Wappen zeigt zwei in Form eines Andreaskreuzes gestellte Bischofsstäbe, die von einem Querbalken überlegt sind. Im Rathaus zu Münster ist das Wappen in den Farben der Stadt Münster dargestellt: Gold-Rot-Silber. Möglich sind auch Gold-Rot-Gold, wie das Bistum. Die genaue Farbgebung ist nicht bekannt, da das Wappen nur in einem Wachssiegel von 1322 überliefert ist.
- Seit Anfang des 15. Jahrhunderts übernahmen die Bischopincks das Wappen des münsterschen Stadtadelgeschlechtes (Erbmänner) Ryke (de Rike): Im goldgerandeten blauen Schilde drei (2:1) goldene Lilien. Auf dem Helm mit blau-goldenen Decken zwei schwarze Flügel, von denen jeder mit 10 silbernen Rauten belegt ist.

## Weitere Namensträger
- Gottfried Biscopinck,  Bürgermeister von Münster 1324, 1333, 1336 und 1342
- Gottfried Biscopinck, Bürgermeister von Münster 1362 und 1375
- Arndt Bischopinck, Bürgermeister von Münster 1388, 1395 und 1400
- Johannes Bischopinck, Bürgermeister von Münster, 1421 und 1433
- Bertholdus Bischopinck,  Student in Erfurt 1434, fürstbischöflicher Stadtrichter in Münster 1437–1438 und 1460–1473, Bürgermeister von Münster 1448–1450
- Eberhard Bischopinck zur Geist, Student in Erfurt 1463, Bürgermeister von Münster 1490, Herr auf Haus Geist, nach dem das Geistviertel in Münster benannt wurde
- Lubbert Bischopink, Landkomtur und Statthalter des Deutschen Ordens in Westfalen, Komtur zu St. Georgen auf dem Bispinghof, im 15. Jahrhundert
- Hinricus Bischopinck, fürstbischöflicher Stadtrichter zu Münster 1514
- Johann Bischopinck (* um 1500; † 1543), auch Johannes, Stiftsherr im Kollegiatstift St. Martini in Münster 1524, Titularbischof von Conen (episcopus conensis), Weihbischof zu Münster, Osnabrück und Minden 1537–1543, Stellvertreter seines Fürstbischofs Franz v. Waldeck in allen geistlichen Angelegenheiten. Nach den Wiedertäuferunruhen hat er den Dom und die meisten Kirchen Münsters neu geweiht. Sein Epitaph in der Marienkapelle am Dom mit der Jahreszahl 1540, das die Heiligen Drei Könige zeigt, wurde bereits zu Lebzeiten gefertigt.
- Everhardus Bischopinck,  Weinherr von Münster 1503–1512
- Johannes Bischopinck, fürstbischöflicher Stadtrichter 1508–1525, Kämmerer 1529–1531 und Bürgermeister von Münster
- Hermann von Bischopink zu Nünning, gest. 1616, fürstbischöflicher Siegelbewahrer (bis 1616), Generalvikar (bis 1612) und Offizial zu Münster, Dechant am Alten Dom
- Henrich Bischopinck, promovierter Rat und Assessor des Weltlichen Hofgerichtes in Münster 1650
- Bernhard Bischopinck, (* 31. Januar 1690/92 in Borken/Westfalen, † ca. 1746 in Mangalore, Indien), Theologe, Jesuit und Missionar in Indien.
- Johann Bischopink, 1613–1667, Titularbischof von Aureliopolis, Weihbischof und 1. Metropolitanvikar zu Osnabrück, Licentiat beider Rechte, apostolischer Protonotar, Stiftsdechant zu St. Johann in Osnabrück
- Simon von Bischopink zu Telgte, 1727–1728 Fürstabt von Werden und Helmstedt.
- Adam Bisping zu Strubnica, 1782–1858, Herr auf Strubnica bei Grodno, Ehren-Oberst des 20. Litauischen Füsilierregimentes.
- Kazimierz Bisping zu Strubnica, geb. 24. Februar 1887, gest. in einem sowjetischen Gefangenenlager am 21. April 1941, Herr auf Strubnica, Senator der Republik Polen.
- Jan Bisping zu Massalany, geb. 30. Januar 1880, gest. 1940, Majoratsherr zu Massalany, päpstlicher Kammerherr (Camerriere di Sua Santita). Mit seiner zweiten Ehefrau Maria Gräfin Zamoyska, verwitwete Fürstin Radziwill, hatte er 14 Kinder.